# Arhopala tamyrus
Arhopala tamyrus är en fjärilsart som beskrevs av Bethune-Baker 1865. Arhopala tamyrus ingår i släktet Arhopala och familjen juvelvingar. Inga underarter finns listade i Catalogue of Life.